# Muzică rock românească
Muzica rock și-a făcut apariția în lumea muzicală din România la începutul anilor 1960 și continuă să existe și astăzi. O demarcație de primă importanță în tratarea acestui subiect este Revoluția română din 1989, care a adus schimbarea regimului politic în țară de la comunism la democrație; dat fiind că muzica rock reprezenta un curent cultural împotriva politicii oficiale, însă de mare popularitate, evoluția sa a fost influențată puternic de limitările și cenzura promovată de către puterea politică.
La finele anilor șaptezeci, muzica rock românească a intrat într-o criză provocată de ruperea de contextul muzical internațional, sub presiunea tot mai mare din partea regimului politic. Astfel, deceniul ce a urmat a fost mult mai slab ca realizări, desincronizarea de producțiile realizate în afara granițelor țării obligând muzicienii români la o înapoiere ale cărei efecte se resimt și astăzi. Ramura metal a fost atinsă doar superficial de formațiile românești în anii 1980 și după momentul 1989 s-a încercat o recuperare a cuceririlor muzicii internaționale din domeniu. Muzica punk românească a fost foarte slab reprezentată în România socialistă, genul nereușind să se impună nici mai târziu. Anii 1990 și 2000 au trecut în revistă numeroase subgenuri de rock apărute îndeosebi în Occident, cărora s-au alăturat încercări de a combina muzica specific românească (mai curând muzica populară decât folclorul autohton) cu limbajul muzicii rock.

## Începuturi. Anii șaizeci
Nu se cunosc primele grupuri românești care au experimentat muzica rock, ele fiind cel mai probabil formații de liceu sau studenție care, în lipsa unui peisaj muzical propice și a unor intenții coerente, nu s-au impus. Câteva formații de început sunt: Uranus, Pioneers, Phoenix (formate în 1961 – cea din urmă a debutat un an mai târziu), Cometele (1962), Entuziaștii, Sfinx (1963), Olympic '64, Sideral, Sincron (1964). În vreme ce numele multora dintre formațiile citate sunt familiare, trebuie subliniat faptul că activitatea acestora este quasi-necunoscută mai devreme de finele deceniului, din pricina lipsei unor materiale discografice. Înregistrările rămase din acei ani se află în cea mai mare parte în fonotecile Televiziunii și Radiodifuziunii Române (existența unor înregistrări personale, de amator din acei ani este greu de crezut).
Grupurile de muzică rock erau numite în această perioadă „formații de chitare electrice”, cuvântul rock fiind netolerat de către regim; mai târziu se va apela și la alte titulaturi, cea reală fiind folosită prea rar. De asemenea, trebuie reținut faptul că muzica rock se reprezenta pe două „scene”: cea oficială (la televiziune, în studioul de înregistrare, în orice cadru formal, unde apărea un număr mare de restricții – mișcare scenică limitată, ascunderea pletelor cu agrafe sau chiar tunderea forțată, evitarea unei costumații extravagante –, cărora se adăugau nu arareori pretenții absurde) și cea underground (în cluburi și localuri, la concerte, în cadru intim, unde politica oficială era abandonată, ba chiar ironizată și hulită).

### Imitarea muzicii rock britance. Primele compoziții originale
Imboldul necesar pentru popularizarea muzicii rock în România a fost difuzarea filmului britanic Tinerii (The Young Ones, 1961), care relata obținerea succesului de către o formație fictive de chitare electrice – în film apăreau cântărețul Cliff Richard și formația The Shadows. Pornind de la sonoritățile la modă, în primii câțiva ani de rock românesc a fost imitată muzica formațiilor britanice de muzică rock and roll, iar mai apoi de muzică beat; se cântau versiuni cover ale pieselor acestora, fie în limba originală (engleză), fie traduse în limba română (regimul era totuși tolerant în această direcție, permițându-se ca 20% din repertoriul prezentat în concerte să nu fie în limba română). Direcția oferită de The Shadows la începutul deceniului a fost continuată prin evoluția grupurilor The Beatles și The Rolling Stones, care au fost adoptate imediat de publicul român.
Treptat, a început să își facă apariția un repertoriu original, scris în maniera formațiilor vestice, intenție care a adus destul de puține rezultate demne de interes critic (deși succesul la public, cu atât mai nespecialist decât muzicienii, era asigurat). Una dintre puținele formații care au realizat înregistrări ale unor piese originale reușite a fost Sideral, grup care a recrutat instrumentiști ce vor reveni mai târziu în formații de primă mână precum Sfinx și Mondial. Un grup de rock mai îndrăgit de conducerea politică a fost Sincron, a cărui repertoriu trimitea mai curând către muzica ușoară; Phoenix (numiți pe atunci "Sfinții") și apoi Sincron s-au ocupat de primele prelucrări folclorice. Sincron a mers mai mult pe acest drum; prelucrările lor erau neizbutite în plan estetic, dar agreate de regim pentru adoptarea unei tematici tipic românești. În schimb, cele două înregistrări radio de inspirație folclorică ale Sfinților (1965 - cele mai vechi păstrate din rockul românesc) prefigurau de pe atunci excelenta valorificare a folclorului care avea să vină la Phoenixul din anii '70.

### Muzica psihedelică
Un punct de cotitură a fost apariția muzicii psihedelice în Marea Britanie și Statele Unite ale Americii, dar și în alte țări (de exemplu, formația australiană The Easybeats era binecunoscută în România). O dată cu „convertirea” radiofonistului Cornel Chiriac către rock (pornind din lumea muzicii de jazz), emisiunea sa Metronom a devenit o sursă prețioasă de informare în privința destinului muzicii rock pe mapamond. Primele asumări ale repertoriului psihedelic de către români s-au făcut tot pe calea preluărilor (Sfinx, Phoenix și multe altele – după noile piese The Beatles, The Animals ș.a.m.d.), piese originale în acest stil fiind concepute de Sideral (ce amintesc întrucâtva de Deep Purple), Phoenix (care preiau modelul cântatului pe trei voci după The Beatles), Mondial (poate cea mai reprezentativă formație românească pentru psihedelic; membrii ei citează în interviuri influențe Cream, The Bee Gees, The Moody Blues).
Muzica psihedelică, numită în țară tot „muzică beat”, este o primă ocazie pentru studenții și elevii din școlile de muzică de a se implica creativ prin introducerea în limbajul rock a unor elemente avansate (instrumente muzicale atipice – cum este cornul francez în formația Sfinx, armonii elaborate, aranjamente pe voci în stil polifonic cult – renascentist la Sideral, Phoenix, înregistrarea alături de orchestre simfonice sau de cameră). Atracția către rock manifestată de mulți „conservatoriști” va aduce, îndeosebi în anii șaptezeci, la rezultate indiscutabil superioare din punct de vedere estetic, în comparație cu formațiile aclamate din Vest (precum Emerson, Lake and Palmer sau Jethro Tull, care s-au apropiat doar superficial de muzica cultă). Însă după cum se va vedea mai jos, un efect advers al acestei situații a fost „plafonarea” produsă în anii optzeci.

## Anii șaptezeci. Tezele din iulie 1971 și epoca progresivă
Capătul anilor șaizeci a adus la destrămarea sau restructurarea grupurilor însemnate ale momentului: Sideral, după mai multe metamorfoze, s-a desființat prin plecarea unor membri în străinătate, Phoenix a fost părăsită de cântărețul Florin Bordeianu, Octav Zemlicka a lăsat conducerea lui Dan Andrei Aldea în Sfinx, componența Mondial a fost foarte instabilă în anii 1969 și 1970 ș.a.m.d. În plus, practica imitării unor modele vestice (în muzică, texte, vestimentație) a fost interzisă cu prilejul citirii Tezelor din iulie 1971 de către președintele Nicolae Ceaușescu. Documentul impunea o severă reformă culturală; între efectele asupra muzicii rock trebuie menționată interzicerea totală a versiunilor cover (erau acceptate numai piese instrumentale străine – situația s-a îmbunătățit spre 1980), interzicerea cântatului în limba engleză, elaborarea unui repertoriu care să pună în lumină aspectele pozitive ale traiului în România momentului și cultura română.
Această din urmă „portiță” a orientat interesul unor muzicieni către folclorul românesc și universul arhaic al acestui spațiu geografic (căutând să îl promoveze într-o formă necosmetizată, în puternicul său context de spiritualitate): Olympic '64 (în realitate, prima formație care a explorat aceste zone, încă din anii șaizeci, prin personalitatea puternică a cântărețului Dorin Liviu Zaharia – totuși, singurul disc al formației este un single din 1971, pe care apare o prelucrare folclorică remarcabil realizată), Phoenix (sub conducerea lui Nicolae Covaci, reconstituită în anul 1971), Sfinx (nu s-a specializat pe un astfel de repertoriu, dar a produs cântece cu astfel de influențe după 1976), Mircea Florian (autorul unor prelucrări exotice după teme de folclor), Semnal M (realizările folclorice ale acestui grup sunt unele de suprafață, puțin studiate). În anii 1980 se adaugă celor amintiți formația Celelalte Cuvinte, interesată de folclor într-o primă etapă de creație, având meritul de a îl introduce într-o atmosferă diferită de toate creațiile anterioare.